# Conothamnus aureus
Conothamnus aureus är en myrtenväxtart som först beskrevs av Porphir Kiril Nicolai Stepanowitsch Turczaninow, och fick sitt nu gällande namn av Karel Domin. Conothamnus aureus ingår i släktet Conothamnus och familjen myrtenväxter. Inga underarter finns listade i Catalogue of Life.